# Copalillo
Copalillo es una localidad mexicana situada en el estado de Guerrero. Según el censo de 2020, tiene una población de 7862 habitantes.
Es cabecera del municipio homónimo.

## Toponimia
La palabra Copalillo se deriva de los vocablos náhuatl copal, que significa "resina usada como incienso", y tlan, que significa "partícula de abundancia". En conjunto se interpreta que significa “lugar donde abundan los copalitos”.

## Acontecimientos relevantes
- La población de Copalillo perteneció a la provincia de Tepecoacuilco, una de las siete provincias del sur en las que estaba organizado el imperio azteca.[5]
- En 1912, después de haber sufrido derrotas en las poblaciones de Xochihuehuetlán y Tlapa, el general Emiliano Zapata estableció su centro de operaciones en esta población.[6]

## Demografía

### Población
Conforme al Censo de Población y Vivienda 2020 realizado por el Instituto Nacional de Estadística y Geografía (INEGI), la localidad de Copalillo contaba hasta ese año con un total de 7862 habitantes. De dicha cifra, 3769 eran hombres y 4093 eran mujeres.
| Gráfica de evolución demográfica de Copalillo entre 1900 y 2020 |
|                                                                 |
| Fuente: INEGI                                                   |

## Sitios turísticos y de interés
- Hacia el norte de la localidad de Tlalcozotitlán y en la confluencia de los ríos Amacuzac y Mezcala, se encuentra la zona arqueológica de Teopantecuanitlán, que destaca por su arte monumental de estilo olmeca, incorporado también a su arquitectura. Cubre un total de 200 hectáreas y es uno de los yacimientos arqueológicos más importantes del estado de Guerrero.[8]